# José Flores Pereira
José Marc Flores Pereira (también conocido como Josmar Flores Pereyra),  es un Evangelista de origen boliviano que emigró a México desde 1992.
Es conocido por haber secuestrado un avión Boeing 737 que transportaba a 104 pasajeros en el vuelo 576 de Aeroméxico entre Cancún y la Ciudad de México, el 9 de septiembre de 2009. 
Inicialmente Josmar fue ubicado en el Reclusorio Norte y se le condenó a siete años de prisión por el delito de secuestro; no obstante, un tribunal federal retiró la sentencia luego de que una evaluación psiquiátrica lo considerara un enfermo mental a quien no se le puede imputar un delito. Actualmente se encuentra en el Centro Federal de Rehabilitación Psicosocial, en Ayala, Morelos, bajo un tratamiento psiquiátrico de cuatro años.

## Biografía
Nació el 21 de mayo de 1965 en el Departamento de Santa Cruz, Bolivia. De joven tuvo problemas de alcoholismo y drogadicción, y estuvo recluido por asalto a mano armada en el penal de Santa Cruz de la Sierra. También fue sicario.
Posteriormente viajó a México en donde se convirtió al protestantismo, religión en la que se mantuvo activo como pastor y se lanzó como cantautor. El seudónimo Josmar lo usa como nombre artístico.
Residió en Cancún y Oaxaca de Juárez; en ambos lugares dirigió iglesias cristianas, una de ellas llamada "Éxito Familiar".[cita requerida] Su cónyuge es Elsa Vergara, es padre de José Daniel, Yosmar y Edwin Flores Vergara. Su grado de instrucción es medio superior. Así mismo ha producido algunos DVD en los que expone su vida cuando no creía en Dios,  de cuando él era ladrón y adicto, antes de convertirse al cristianismo.

## Secuestro del avión
El 9 de septiembre de 2009, (a dos días de que se cumplieran ocho años de los atentados del 11 de septiembre de 2001), los medios de comunicación informaron del secuestro de un Boeing 737, de Aeroméxico en la ruta Cancún-Ciudad de México. 
El autor de los hechos había sido Josmar Flores Pereira, quien dijo actuar porque "había tenido unos sueños" en el 2009, en los que había visto un terremoto en México. Su interpretación fue que era una "mensaje divino". Dijo haberlo hecho para querer advertir al Presidente de México Felipe Calderón Hinojosa que el terremoto pondría en peligro a México. En el secuestro se valió de 2 latas de Jumex rellenas de tierra, dos focos pequeños con un calcetín, y un reloj digital de pantalla roja para simular un artefacto explosivo que amenazó con detonar si no se llamaba a una rueda de prensa cuando aterrizara el avión.
Además de mantener a los 104 pasajeros como rehenes, pidió que el avión diera siete vueltas antes de aterrizar, lo cual no fue posible debido a la falta de combustible. Entre los pasajeros del vuelo se encontraban algunos estadounidenses, franceses y un diputado local por Quintana Roo, Hernán Villatoro Barrios, del Partido del Trabajo.
Al ser presentado frente a la prensa, esposado y con los oficiales, Pereyra se mostró sonriente y aseguró que en tres años ocurriría "un terremoto como nunca antes lo ha habido" en México.

"En tres años para acá viene un gran terremoto, lo crean o no lo crean"
Flores Pereyra, (Diciembre, 2009)

### Pronunciamientos oficiales
El entonces Secretario de Seguridad Pública, Genaro García Luna, dio a conocer que se había tratado de Josmar Flores
El entonces presidente, Felipe Calderón, reveló que el secuestro del avión en México "fue un momento de prueba para todos, para la sociedad y el gobierno".
El entonces coordinador del PT en el Senado Mexicano, Ricardo Monreal señaló que "nunca había sucedido una situación tan delicada como esa, donde se mostrara la desnudez del sistema de seguridad nacional del país".
Motivado a la importancia del hecho y a que México es un país de alto tráfico aéreo por destino turístico mundial, diferentes medios extranjeros siguieron de cerca la cobertura sobre el reporte del secuestro. Por sus actos, Josmar fue nombrado por parte de miembros la prensa con el apelativo de aerosecuestrador y aeropirata.[cita requerida]
No había ocurrido un secuestro aéreo en México desde el Secuestro del vuelo 705 de Mexicana de Aviación en 1972. cuando el.

### Proceso legal de Pereira
Inicialmente, los medios dieron a conocer que la Procuraduría General de la República (PGR) imputó a Josmar los delitos de secuestro aéreo, sabotaje, privación de la libertad y ataques a las vías generales de comunicación. Estos son calificados por la ley mexicana como delitos graves, por lo que José Flores fue llevado al Reclusorio Oriente sin derecho a fianza.
Cuando se le preguntó sobre los hechos, Pereira dijo no estar arrepentido de haber secuestrado el avión y dijo que "jamás se va a arrepentir" de eso.
Durante su estancia en el Reclusorio, Flores, quien era apodado como "el extranjero", volvió a llamar la atención junto con otros cuatro reos que hicieron una huelga de hambre por el maltrato dentro de la prisión. Esto, luego de que uno de los reos llamado Roberto Navarro, exagente judicial procesado por secuestro, utilizara su teléfono celular para subir un video a internet desde el reclusorio, en los cuales pretendía denunciar actos de corrupción, extorsión y violencia por parte de las autoridades del lugar. Navarro se comunicó con la periodista Adela Micha, pidiendo una entrevista para levantar la huelga de hambre. Micha recogió los detalles en una entrevista dada a conocer en televisión abierta en noviembre del 2012. La subsecretaria del Sistema Penitenciario acusó a los cinco reos de estar motivados por fanatismo religioso, sin embargo, durante la entrevista con Adela Micha los reos negaron estar motivados por la religión; dos de ellos dijeron ser católicos, y Navarro dijo ser "socratiano" y "nietzscheano".
Cuando Micha le preguntó a Josmar sobre la causa por la que estaba en el Reclusorio, él dijo que porque en el 2009 había tenido una serie de sueños en los que temblaba en México, a lo que Josmar entendió que iba a temblar "en el año 2012". Dijo haber acudido a estaciones de radio y programas de televisión para que le dejaran "advertir" a la gente, pero al ser rechazado, pensó en hacer algo que llamara la atención para que se le dijera a la gente y clamaran "para que esto no ocurra". A esto, Micha respondió: "No ocurrió", y Josmar le contestó: 

"No sabemos todavía porque [todavía] no acaba el 2012..."
Flores Pereira, en la entrevista con Adela Micha (Noviembre, 2012)

Respecto a la situación legal de Flores, el magistrado Ricardo Paredes Calderón canceló una sentencia previa que se le había imputada, y se volvió a hacer una valoración del estado mental de Flores. Después de la evaluación psiquiátrica, un tribunal federal canceló por segunda vez la sentencia que se le había dado a Pereyra, bajo el argumento de que se había determinado que se trata de un enfermo mental. Según los reportes, Josmar no solo se presentaba fervor religioso, sino ideas de que él mismo podía "sanar" a otros y de que ya lo había hecho. Se reportó entre sus declaraciones, él dijo: "sólo me falta levantar muertos". Fernando López, presidente de la Asociación Psiquiátrica Mexicana (ACP) consideró que Flores tiene un trastorno psiquiátrico y una personalidad megalomaniaca.
Durante el juicio, la PGR argumentó que Josmar estaba consciente y que el argumento del padecimiento parecía más una estrategia de defensa, sin embargo, los psiquiatras afirmaron que Flores sí padece un trastorno y que además presenta un historial de drogadicción, traumatismos craneales e intentos de suicidio que lo preceden. Así mismo, los psiquiatras negaron que la acción hubiera sido impulsada por fanatismo religioso, ya que Flores "no busca imponer sus creencias" de ninguna manera, y que además se muestra "tolerante" ante otras religiones. Finalmente, una jueza federal determinó que Josmar Flores fuera sometido a un tratamiento psiquiátrico por cuatro años, además de que tiene que pagar una multa de 675 mil 790 pesos por los daños causados el día del secuestro. A pesar de que se pidió que Flores llevara el tratamiento bajo libertad condicional, se determinó que tendría que ser en el Centro Federal de Rehabilitación Psicosocial, en Ayala, Morelos.

## Discografía
Como cantante de música religiosa Josmar produjo los siguientes álbumes:
- Josmar Le Canta A Su Libertador
- El Mojado
- Los 10 mejores éxitos de música cristiana
- Gira por Oaxaca, 2006
- Gira por Oaxaca, 2006. Vol 5
- Recuerdos

Además, durante su estancia en el Reclusorio Norte grabó algunas canciones que fueron subidas a un canal de la página de internet Youtube.